# Áris (Messénie)
Áris (grec moderne : Άρις) est une localité située dans le dème de Kalamáta, dans le district régional de Messénie, dans la périphérie du Péloponnèse, en Grèce.
Selon le recensement de 2021, elle compte 851 habitants.
Le village qui portait originellement le nom turc d'Aslanaga a été renommé Mesopotamia en 1922 puis Áris en 1929.